# Katori (gastronomia)

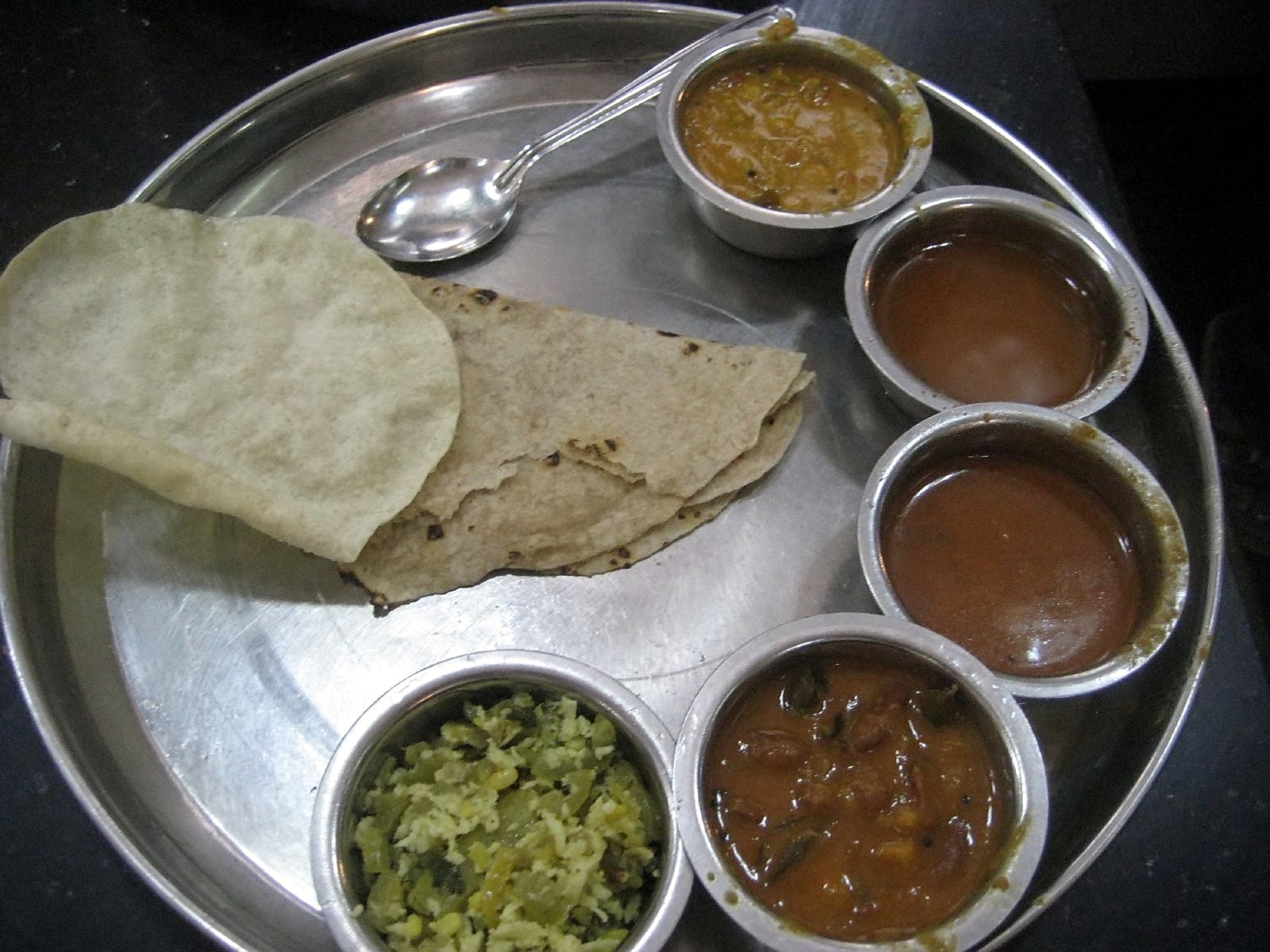
Miseczki katori na talerzu thali

Katori – mała miseczka ze srebra, marmuru, stali nierdzewnej, a współcześnie także z tworzyw sztucznych, służąca do podawania pokarmów w kuchni indyjskiej. Ma zwykle pojemność połowy filiżanki. Srebrne podaje się tylko przy specjalnych okazjach. Wypełnione daniami katori umieszcza się bardzo często na tacy thali, na której tworzą część całości posiłku.